# اخترشناسی موج گرانشی
|  | در اخترشناسی سامانه‌های ستارهٔ دوتایی که دو جسمِ بسیار بزرگِ در حالِ چرخش به دورِ یکدیگرند منبع مهمی برای امواج گرانشی هستند. سیستم ستارهٔ دوتایی؛ با تابش گرانشی که منتشر می‌کند، و با گردش خود، انرژی و تکانه از دست می‌دهد و باعث کوچک شدن مدار می‌شود. در اینجا یک سیستم کوتوله سفید ستاره دوتایی نشان داده شده که یک منبع مهم برای «ایلیسا» است. ادغام اجتناب‌ناپذیر کوتوله‌های سفید ممکن است به یک انفجار ابرنواختری، که انفجار ستارهٔ سوم است منجر شود. |

اخترشناسی موج گرانشی (انگلیسی: Gravitational-wave astronomy) شاخه‌ای از اخترشناسی رصدی که هدف آن استفاده از نظریه موج گرانشی (پراکندگی فضازمان که توسط آلبرت اینشتین پیش‌بینی شد) نسبیت عام برای جمع‌آوری داده‌های رصدی از پدیده‌هایی مانند ستاره نوترونی و سیاه‌چاله‌ها، رویدادهایی مانند ابرنواختر و فرایندهای اولیه کیهان در مدت کوتاهی پس از مه‌بانگ است.
در ۱۱ فوریه ۲۰۱۶ اعلام شد که رصدخانه موج گرانشی تداخل لیزری (LIGO) مستقیماً نخستین امواج گرانشی را در سپتامبر ۲۰۱۵ رصد کرده‌است. دومین مشاهده امواج گرانشی در ۲۶ دسامبر ۲۰۱۵ روی داد و در ۱۵ ژوئن ۲۰۱۶ اعلام شد.